# Manduria (Italië)
Manduria is een gemeente in de Italiaanse provincie Tarente (regio Apulië) en telt 31.771 inwoners (31-12-2004). De oppervlakte bedraagt 178,4 km², de bevolkingsdichtheid is 178 inwoners per km².
De volgende frazioni maken deel uit van de gemeente: Uggiano Montefusco, S.Pietro in Bevagna, Torre Colimena.

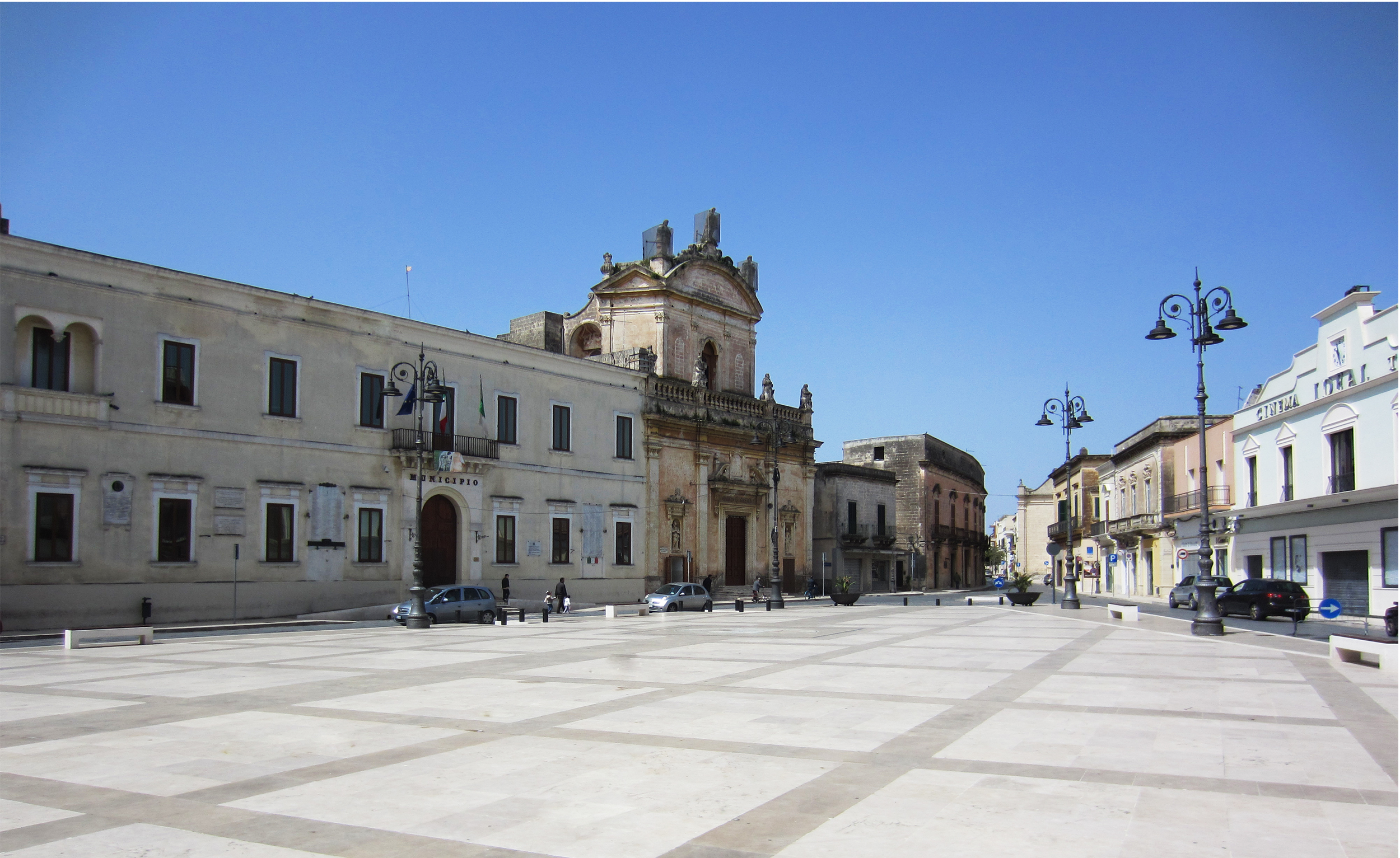
Piazza Garibaldi
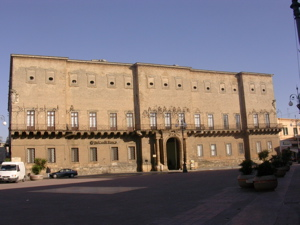
Palazzo Imperiali-Filotico

## Demografie
Manduria telt ongeveer 11910 huishoudens. Het aantal inwoners steeg in de periode 1991-2001 met 0,9% volgens cijfers uit de tienjaarlijkse volkstellingen van ISTAT.
| Jaar | Inwoneraantal |
| ---- | ------------- |
| 1991 | 31.453        |
| 2001 | 31.747        |

## Geografie
De gemeente ligt op ongeveer 79 m boven zeeniveau.
Manduria grenst aan de volgende gemeenten: Sava, Avetrana, Maruggio, Erchie (BR), Francavilla Fontana (BR), Oria (BR), Porto Cesareo (LE).

## Geboren
- Fernando Filoni (1946), geestelijke en kardinaal

Avetrana · Carosino · Castellaneta · Crispiano · Faggiano · Fragagnano · Ginosa · Grottaglie · Laterza · Leporano · Lizzano · Manduria · Martina Franca · Maruggio · Massafra · Monteiasi · Montemesola · Monteparano · Mottola · Palagianello · Palagiano · Pulsano · Roccaforzata · San Giorgio Ionico · San Marzano di San Giuseppe · Sava · Statte · Tarente · Torricella
1. ↑  https://demo.istat.it/?l=it.